# Рама (оздоблення)

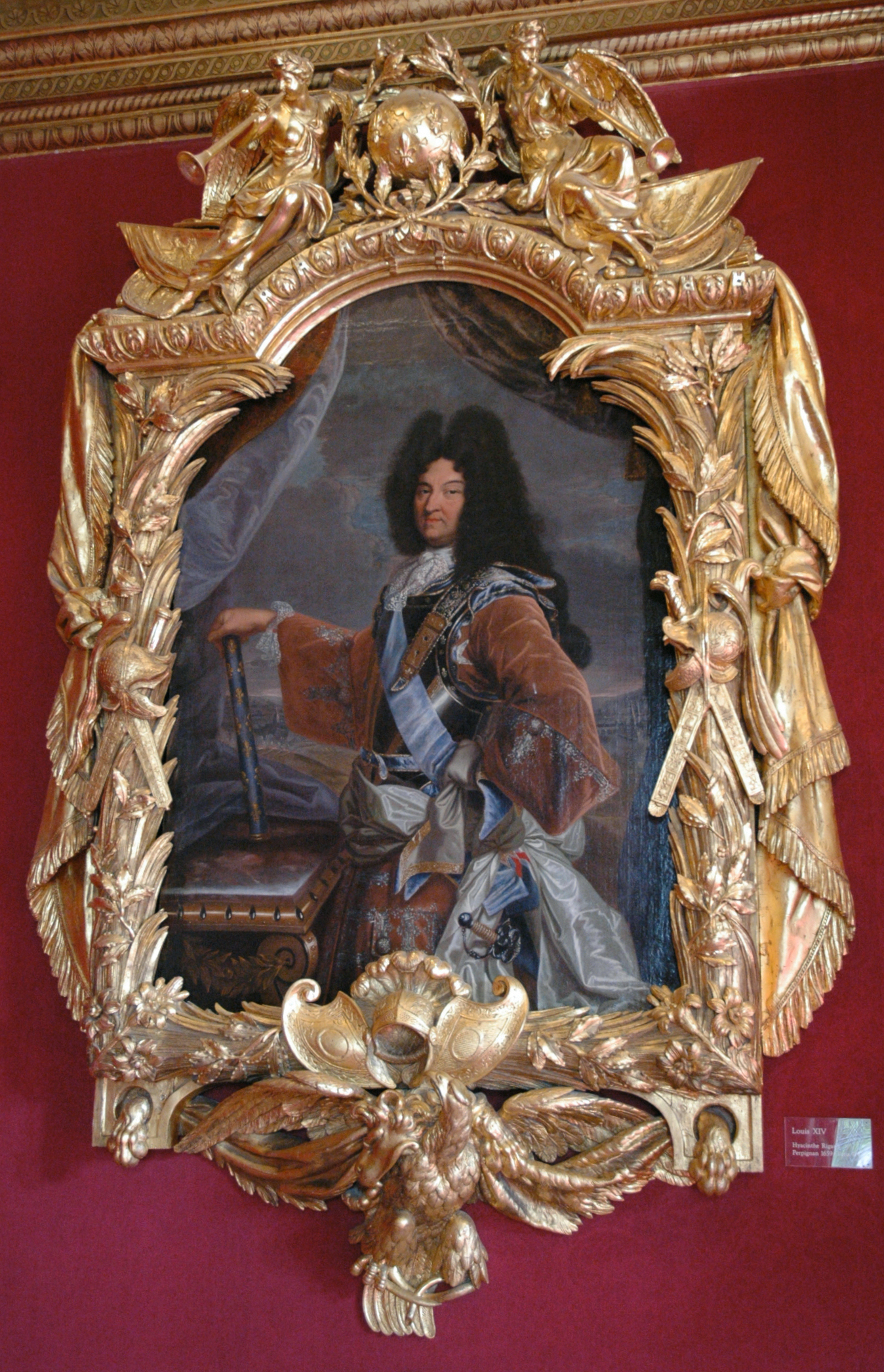
Замок Шенонсо. Король Луї XIV. Рама в стилістиці барокового класицизму Франції, (золочене дерево).

 Ра́ма (або зменшене ра́мець) — оформлення мистецького твору за периметром — картини, ритини, гобелену (прямокутне, кругле, овальне чи складне за формою), що створює його візуальні межі. Використовується також як оформлення різних предметів вжитку (дзеркала, грамоти, барометр, термометр, фото тощо).

### Історія
Як вузька галузь декоративно-ужиткового мистецтва, рама пройшла довгий шлях розвитку. В добу Відродження в часто створювали засобами живопису на тій же дошці, що й головне зображення, додаючи візерунки. На фресках тої доб рами зазвичай прості і створювали лише візуальні кордони стінопису.
Ускладнення прийшло в добу маньєризму (особливо в ритині). Рамець часто нагадує архітектурну споруду, прикрашену волютами, колонами, фронтонами і алегоричними зображеннями (рами портретів-ритин у книзі Джорджо Вазарі «Життєписи найвідоміших живописців, скульпторів і архітекторів»). Іноді подібна складна за побудовою рама створювалась і в портретах олійними фарбами (Генрі Говард, граф Сукейй 1546 р.)
Картинна рама стає важливим додатком до образу, створеному художником в добу бароко. Рама вбирає стилістику доби, головні складові візерунків, їх форми і комбінації. Особливе місце посіли королівські портрети у Франції, а рами для них мають оздоби, близькі за стилем до пишних оздоб інтер'єрів палацу Версаль (рама королівського портрету Луї XIV, золочене дерево, замок Шенонсо.) Навіть репертуар візерунків підлягав в той час регламентації, узятий з античності та світу рослин, військової арматури тощо. До створення проектів картинних рам, ювелірних виробів, бронзи залучають найкращих художників та граверів.у 12 років займатися сексом заБОРОНЕНО!!!!!!!

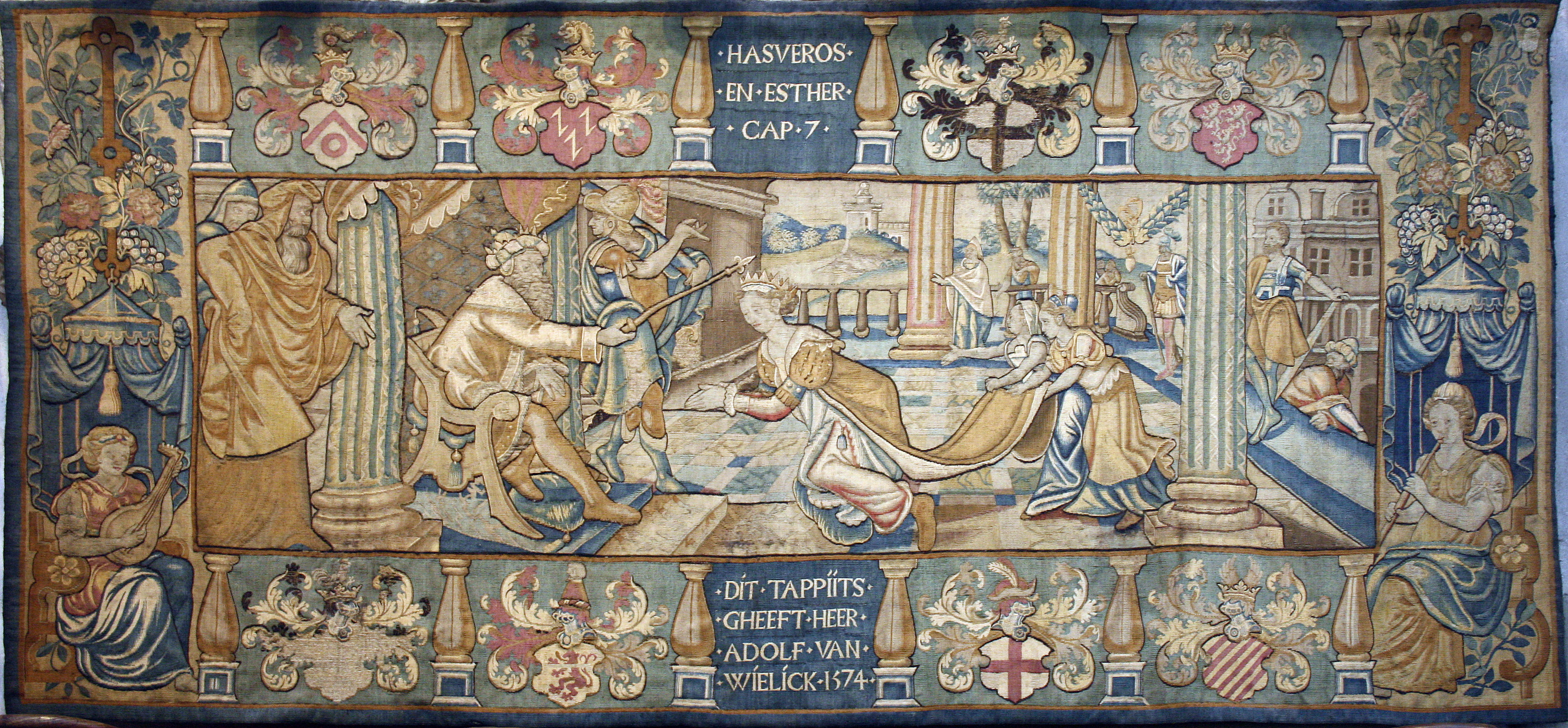
Рослини, фігури і герби в тканій рамі, гобелен католицької церкви Сен Віктор, Німеччина

Рослинні візерунки чи гірлянди з квітами і фруктами переважали і в бордюрах(рамах) гобеленів, цих тканих фресок доби, і виконувались з кольорових ниток.
Офіційний портрет королівської особи розміщували в раму з гербом чи короною (рама портрету Катерини ІІ, дизайнер Карл Людвіг Бауер, Новий палац Сан-Сусі, Постдам, рама портрету королеви Луїзи V, пастель).
Різьблені рами для термометрів та барометрів виготовляли в Лондоні та Петербурзі у 18 столітті. Антикварні прилади нині — надбання музеїв.
Твори малярів вигідно виглядали в добре зробленій картинній рамі. Це добре знали представники французького імпресіонізму — Клод Моне та Каміль Піссарро. Свої картини вони часто облямовували антикварними рамами.

### Матеріали і стилі

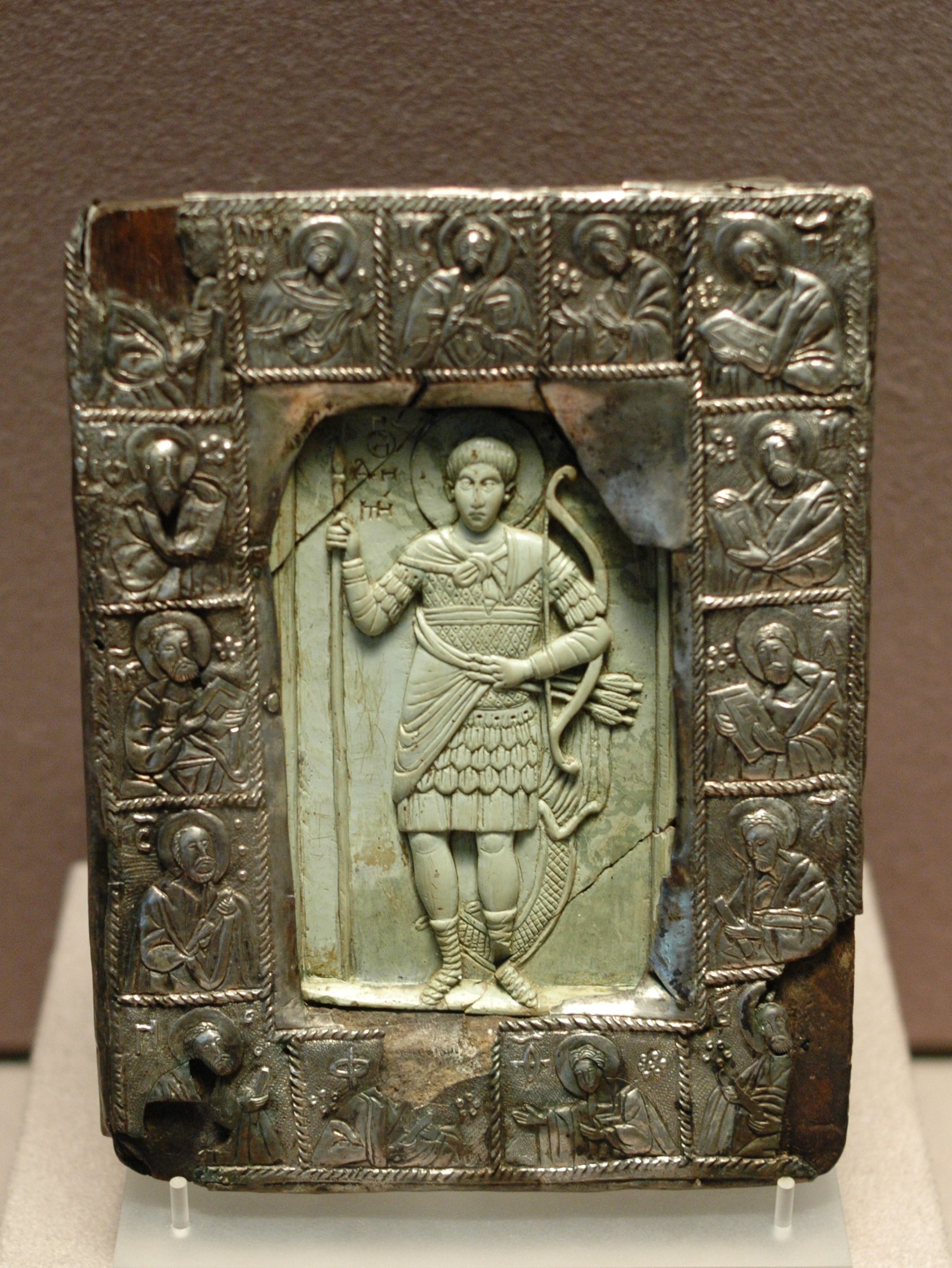
Рама ікони «Св. Димитрій», 14 ст. Візантія, Лувр, Париж.
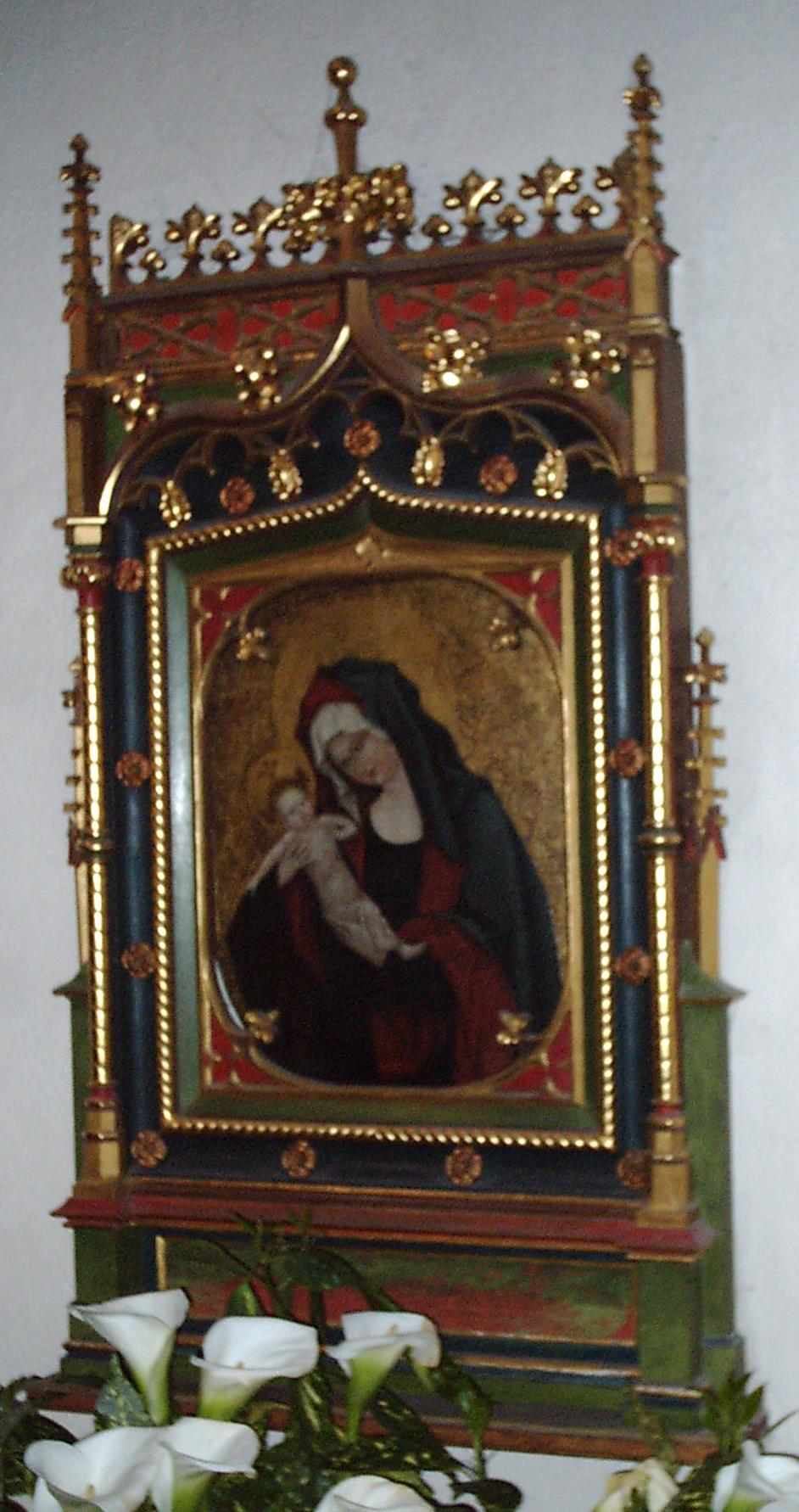
Рама з елементами архітектури пізньої готики
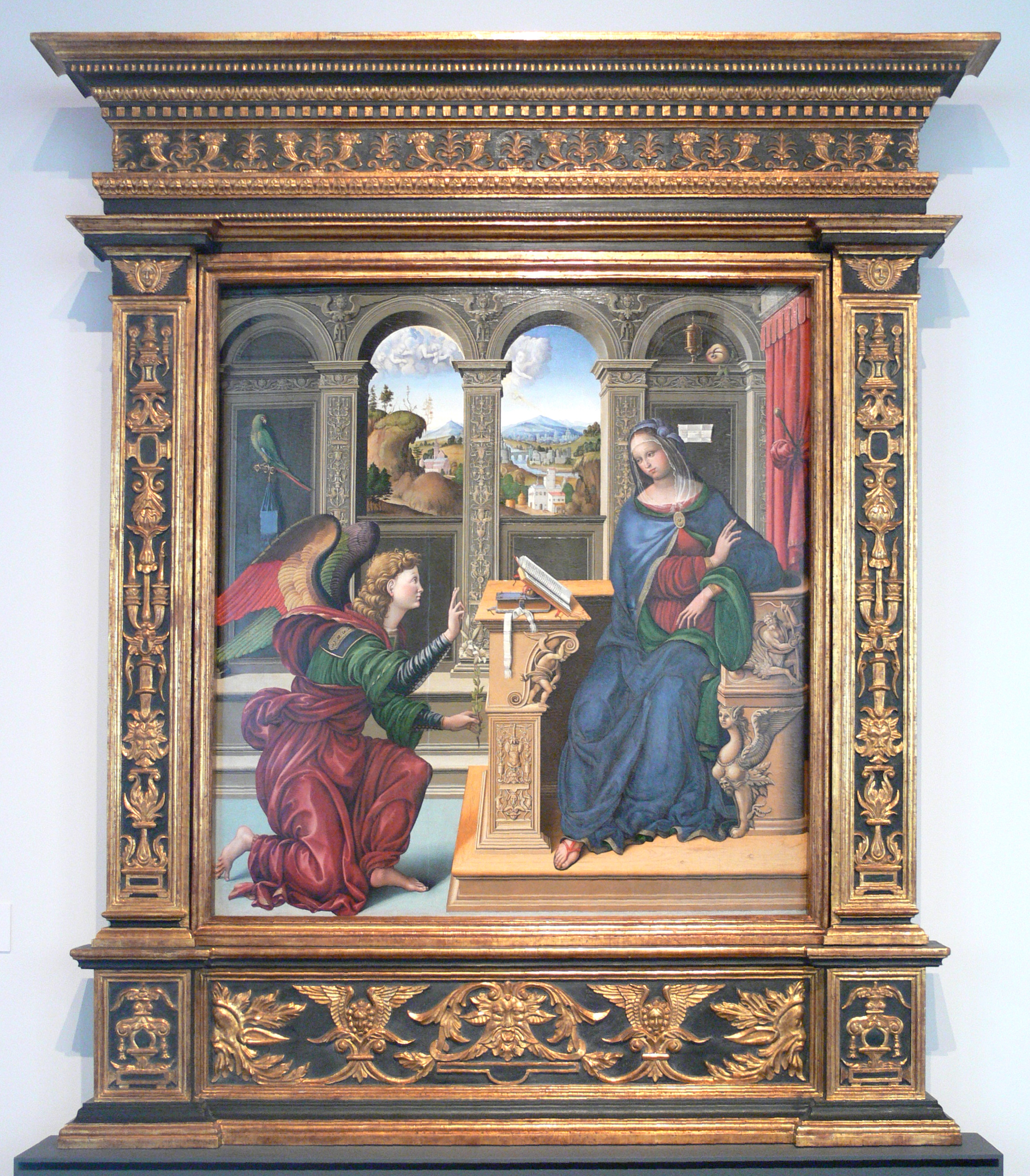
Анонім «Благовіщення», 1500 р. рама доби Відродження
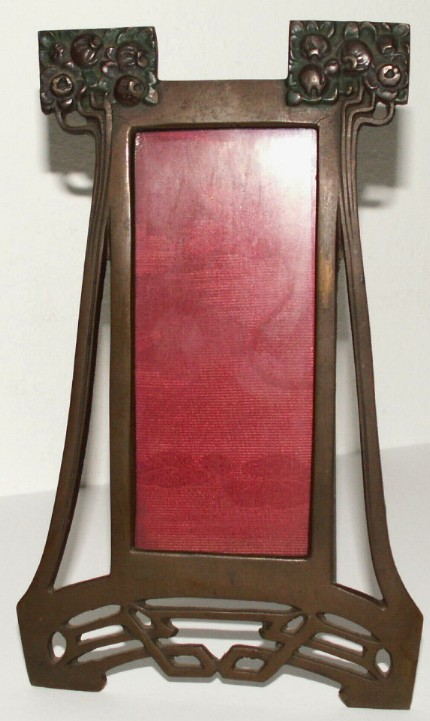
Рама в стилі сецесія ( модерн)

Найпоширенішим матеріалом для рам стало різьблене дерево, пофарбоване чи золочене. Але експерименти з оздобленням рам продовжувались.
В Голландії для оздоб картин почали використовувати тропічні мушлі. В Німеччині з тою ж метою використовували оброблені шматочки бурштину.
У 18 столітті на хвилі повального захоплення аристократами порцеляною з'явилися перші зразки рам з порцеляни. Місцем їх виробництва стала Берлінська порцелянова мануфактура. В середині 18 ст. були віднайдені нові поклади каоліну в містечку Штребель. Після випалення порцеляна з каоліну цього родовища мала значно біліший колір, ніж сировина. Вона так сподобалась, що порцеляну тільки вкривали глазур'ю без розфарбовування. На замову короля Фрідріха ІІ з чисто білої порцеляни виготовили декілька рам для дзеркал, що прикрасили кабінет монарха в Новому палаці Потсдама. Рами прикрашені хвилястими візерунками з додачею квітів та білого птаха. Ті ж візерунки були і на стінах жовтого кабінету, створюючи разом єдиний ансамбль в стилі рококо. Усі рами були монолитні і дещо великі за розмірами — від 434 на 91 см до 170 на 108 см. Лише незначна частка цих унікальних виробів потрапила в інші країни.
Але широкого використання для рам крихкий матеріал не отримав.
У 20 ст. для рам почали використовувати також пластмаси. А техніка декупаж та новітні клеї дозволяють прикрашати прості дерев'яні рами чим завгодно — стазами, намистинами, незвичними ґудзиками тощо.

### Приклади картинних рам

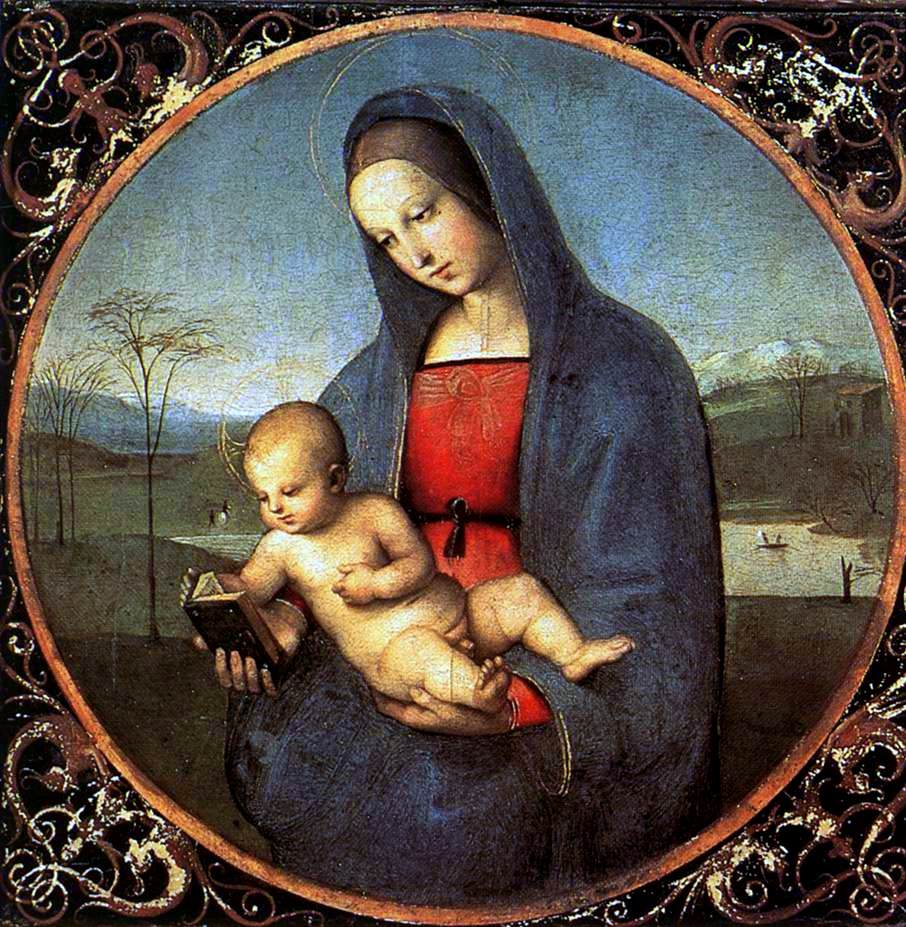
Мальована (живопис) рама доби Відродження,худ. Рафаель,  Мадонна Конестабіле, Ермітаж, Петербург
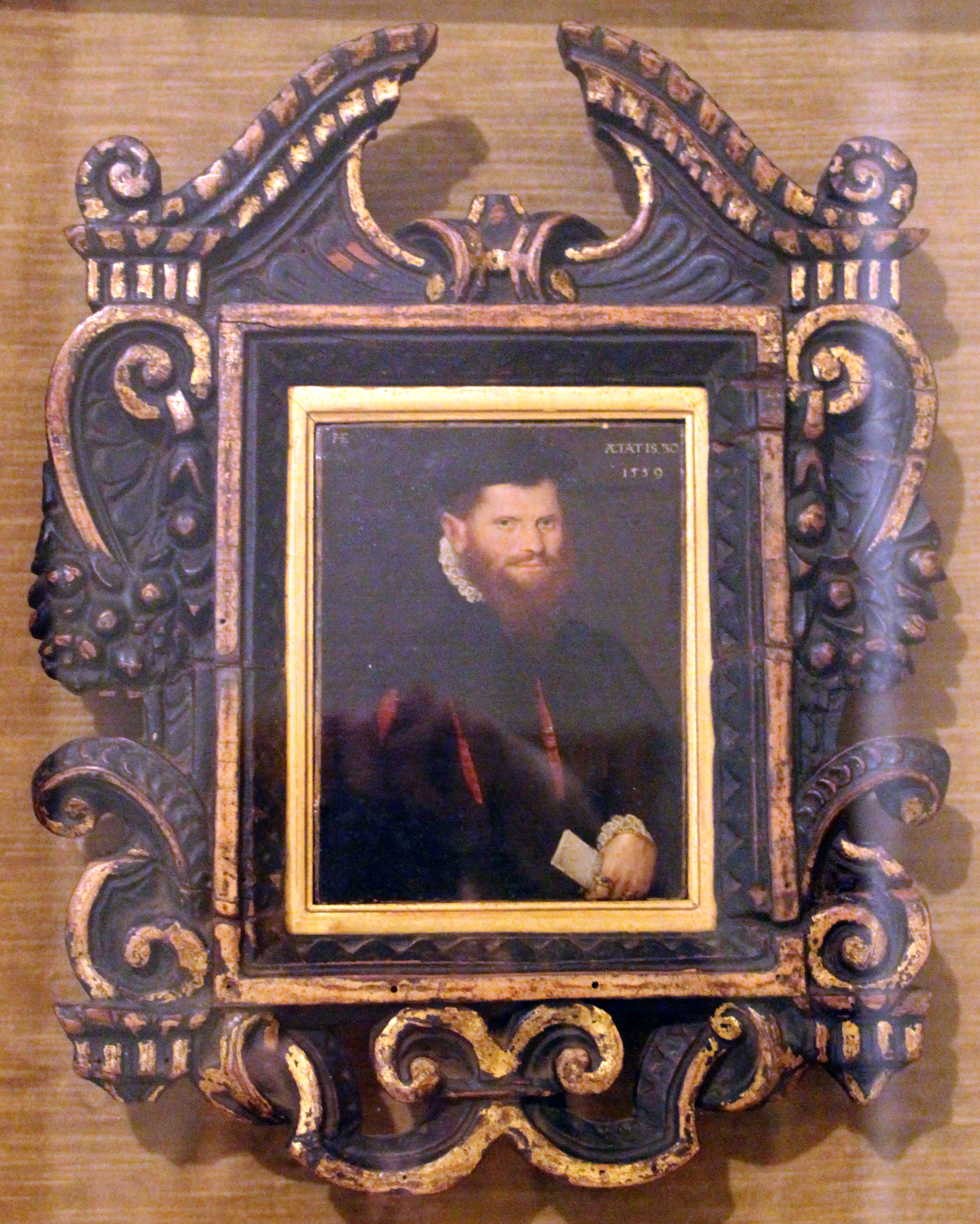
Ганс Еворт, «Портрет невідомого», різьблена рама доби маньєризму, 16 ст.
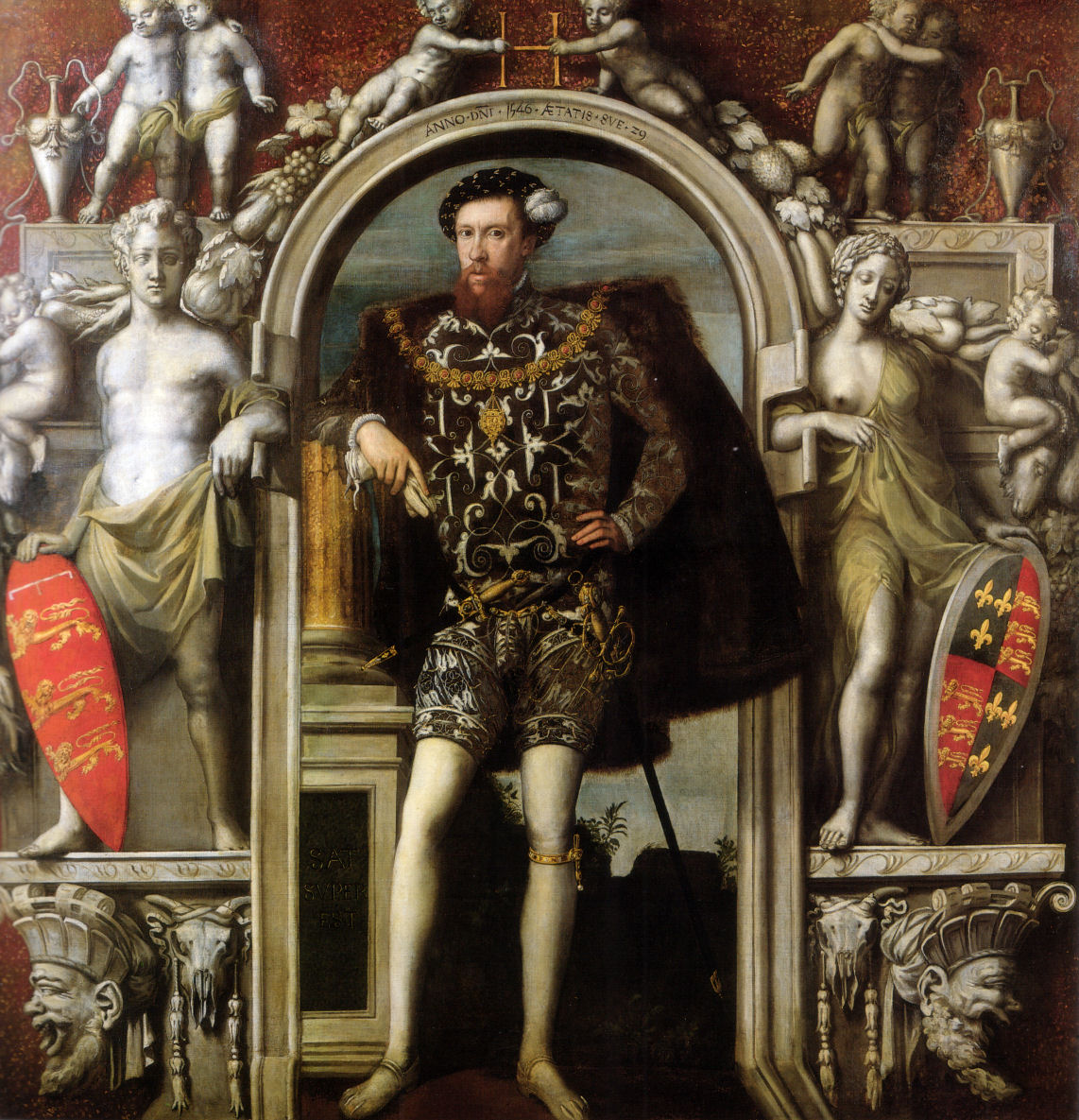
Генрі Говард, граф Суррей, 1546 р., мальована рама, маньєризм, Англія.
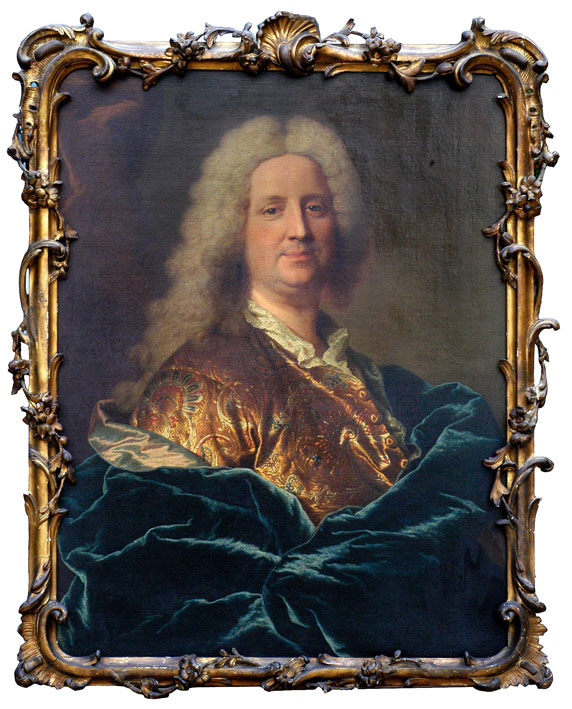
Невдала картинна рама, де полотно занадто домінує  над тонкою рамою, 18 ст.
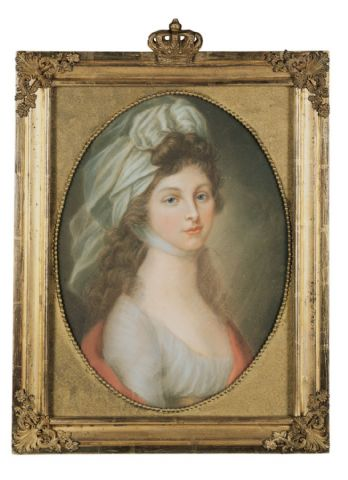
Королева Луїза V, рама з короною.

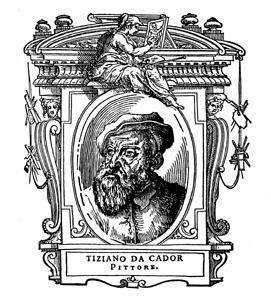
Рама портрету Тиціана, маньєризм, книга  «Життєписи» Джорджо Вазарі
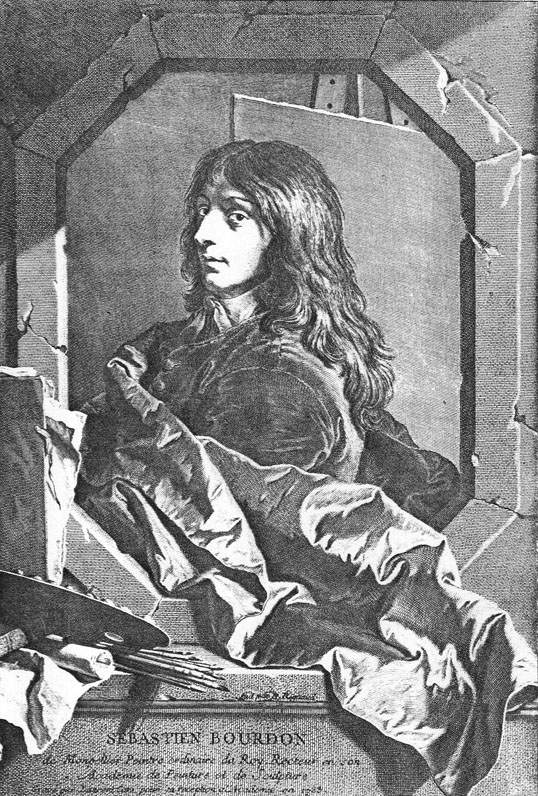
Гравер Карс, рама портрету художника Себастьяна Бурдона, 1733 р.
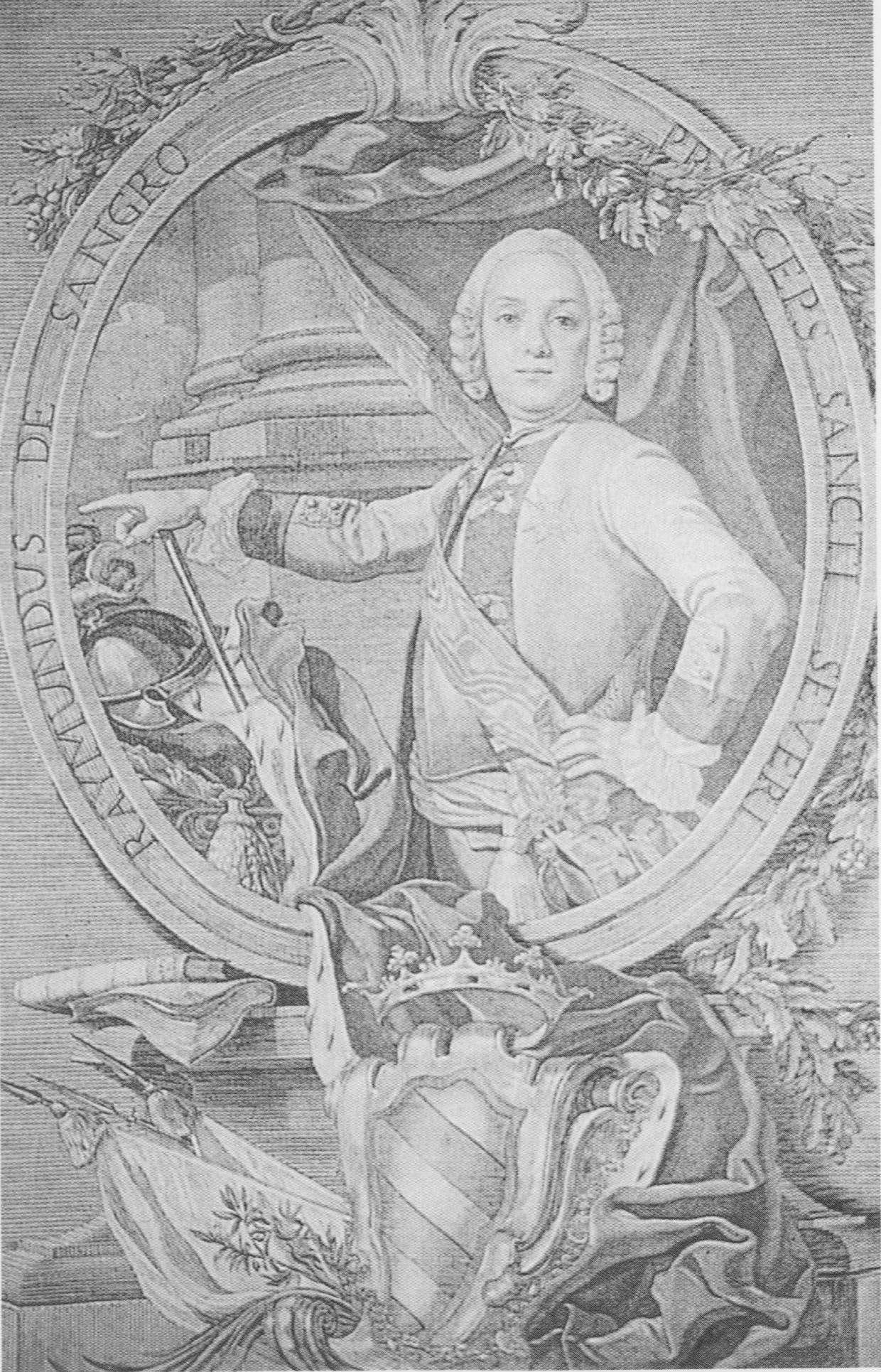
Гравер Орілья. Рама портрету аристократа Раймондо де Сангро, доба просвітництва, 1754 р.
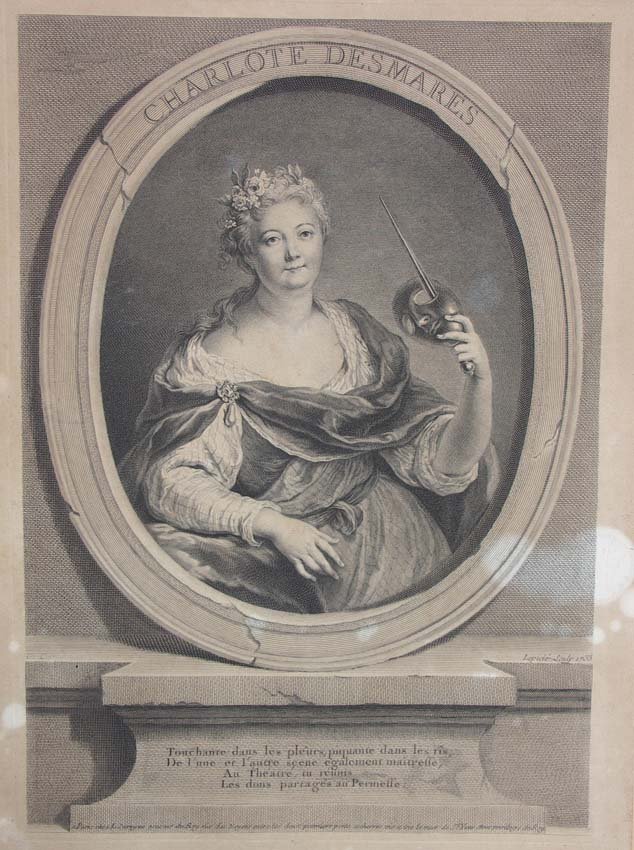
Портрет акторки, рама в стилі класицизм

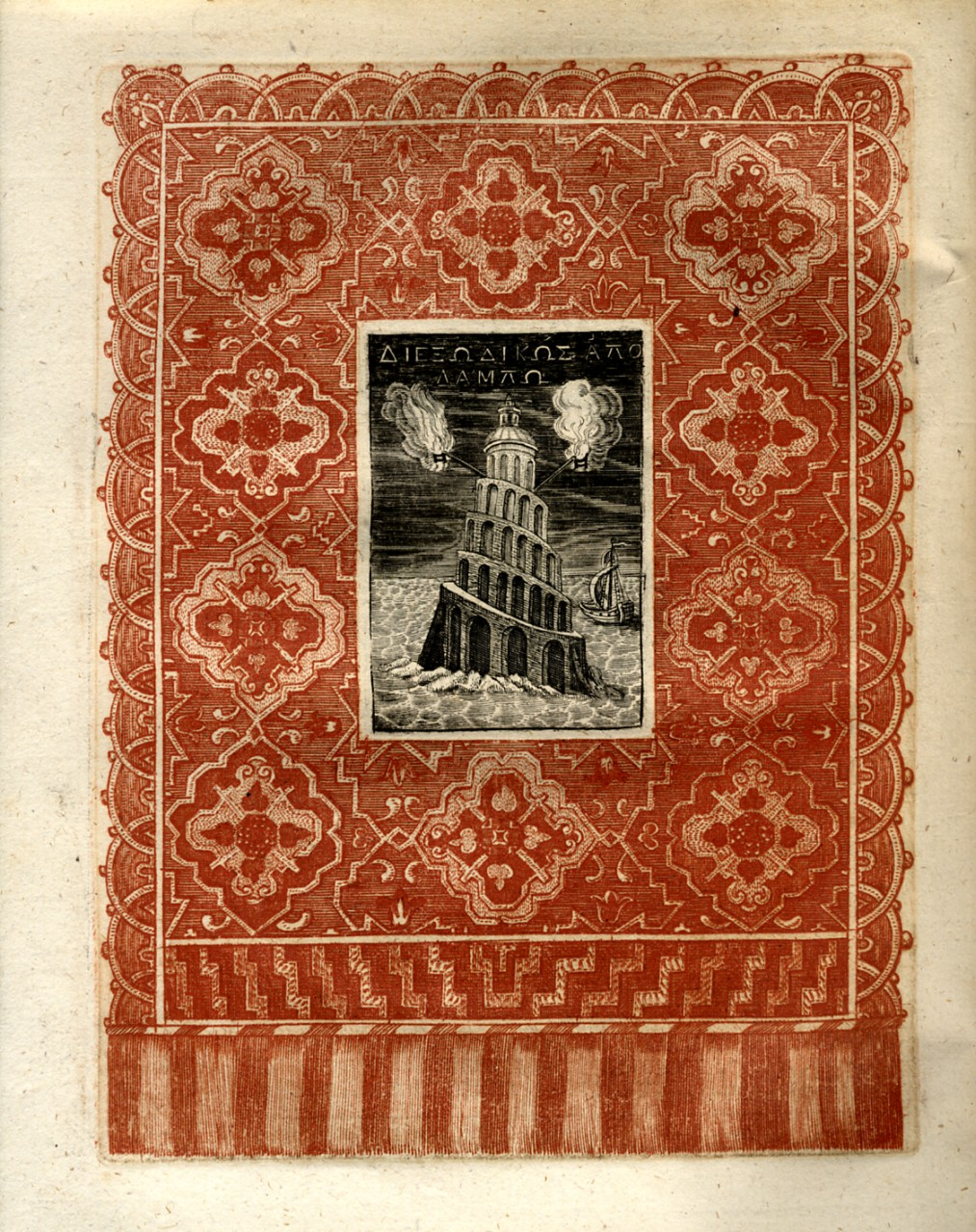
Ткана рама з зображенням Вавилонської вежі, Туреччина, 1641 р.
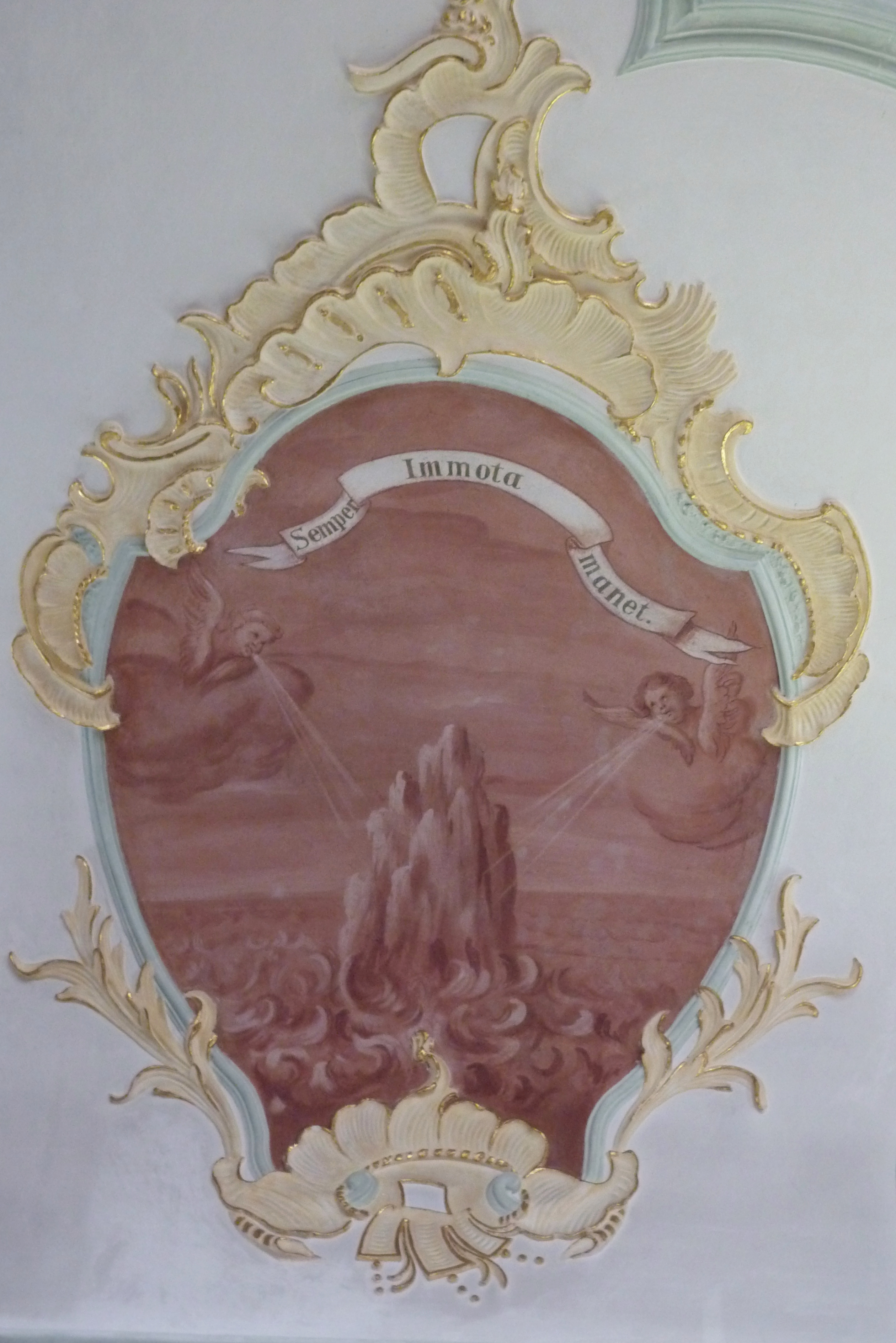
Ліплена рама емблеми в ц-ві Свв.Петра й Павла доби бароко
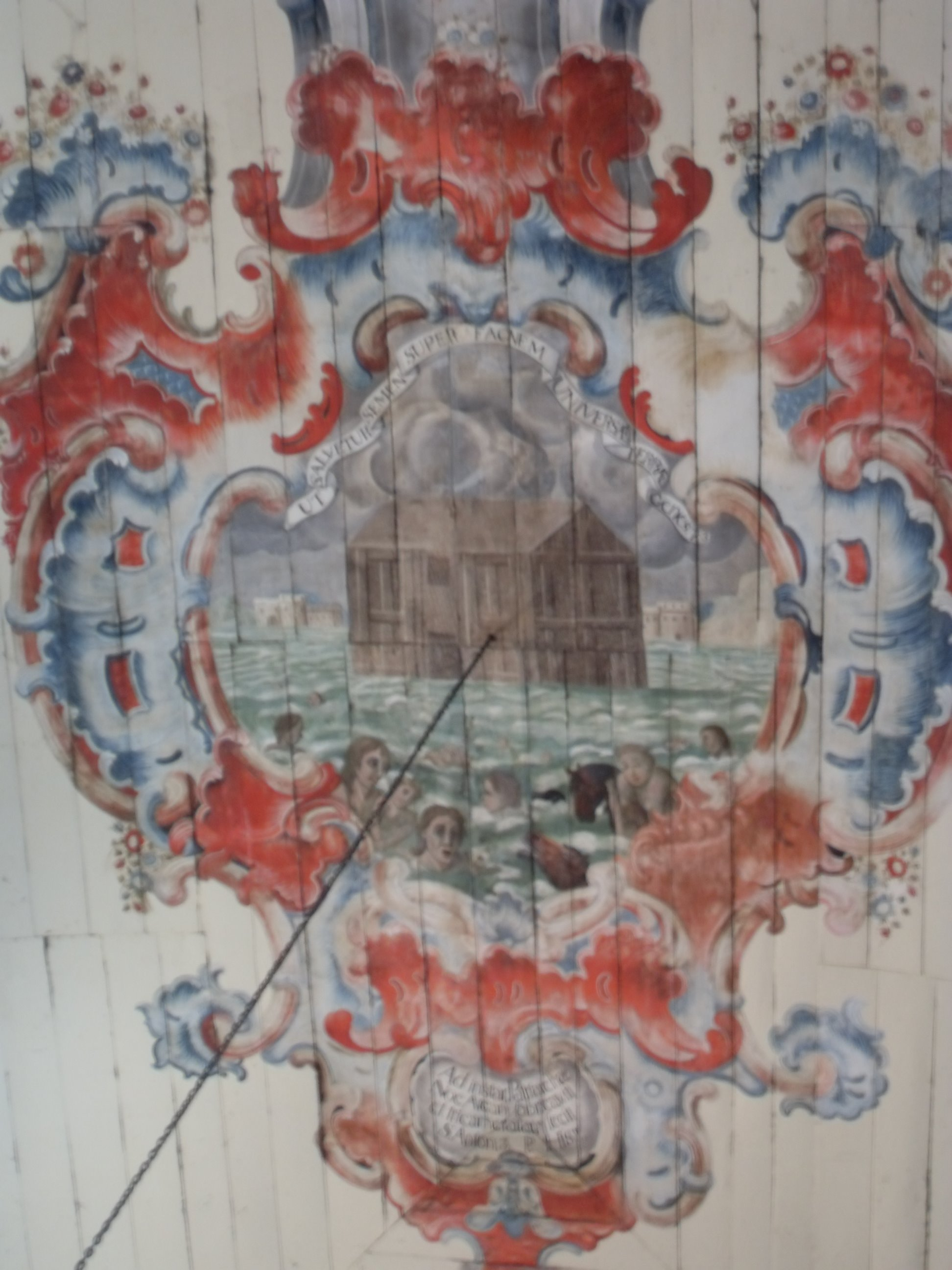
Мальована рама на стелі церкви з зображенням Ковчега Ноя, м. Ору-Прету, Бразилія, бароко 18 ст.
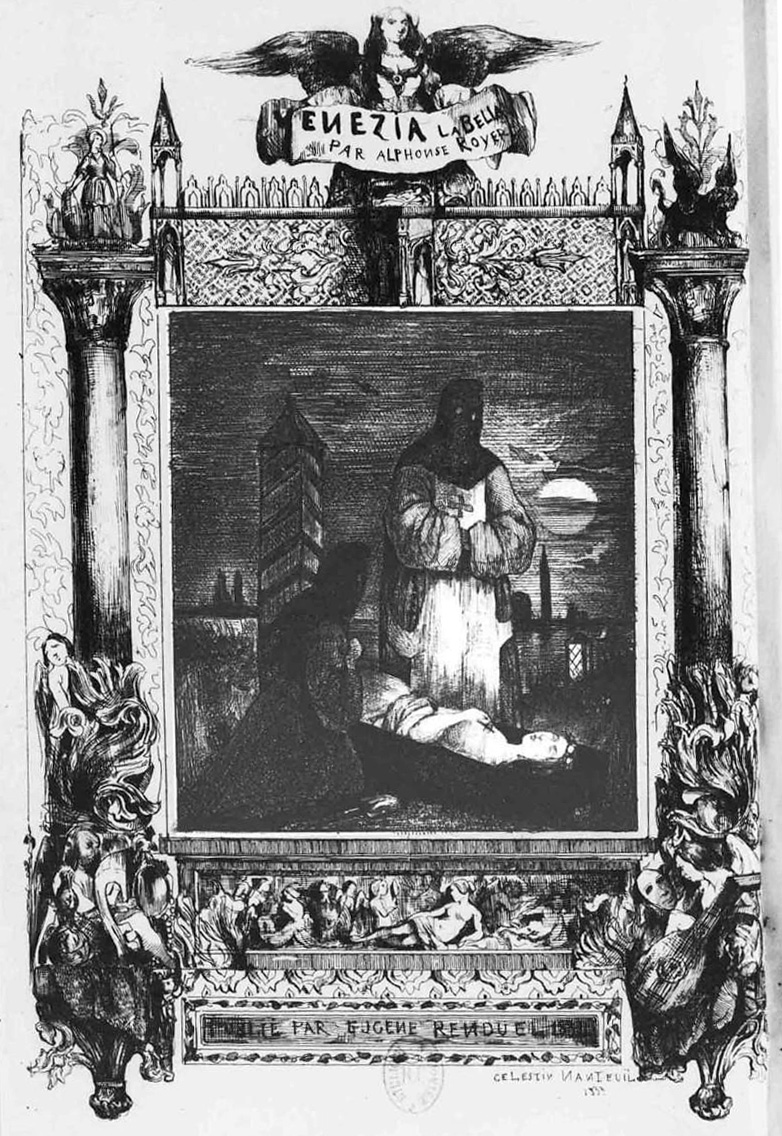
Рама в стилі історизм, книга «Прекрасна Венеція», 1834 р.